# عاجل
عاجل هي صحيفة إلكترونية سعودية، تأسست في عام 2007، حاصلة على ترخيص من وزارة الثقافة والإعلام السعودية، وحلت صحيفة عاجل الإلكترونية في المركز الثاني بين المواقع الإخبارية السعودية من حيث عدد الزيارة بحسب إحصاء الموقع العالمي أليكسا المتخصص في إحصائيات وترتيب مواقع الإنترنت.
ودشنت صحيفة «عاجل»، في 8 نوفمبر 2018، هويتها الجديدة التي تشمل تغييرًا كليًا في تصميم موقعها الإلكتروني وأبوابها التحريرية، مع تحديث كلي لتطبيقاتها في الهواتف الذكية، لتوفر لزائر الصحيفة العديد من الخدمات التي تساعده في تلبية احتياجاته على مختلف المستويات، موفرة عليه الكثير من الوقت والجهد، ويتم تحديث الهوية الجديدة ضمن خطة تحريرية لتطوير الصحيفة والتي بدأت بتعيين سلطان المالكي رئيسًا للتحرير في نوفمبر.

## تكريم أمير القصيم
كرَّم أمير منطقة القصيم فيصل بن مشعل بن سعود آل سعود الصحيفة، ضمن تكريمه للجهات الحكومية والداعمين واللجان العاملة، وشركاء النجاح في حفل إمارة وأهالي منطقة القصيم لاستقبال خادم الحرمين الشريفين الملك سلمان بن عبد العزيز آل سعود، ومحمد بن سلمان آل سعود ولي العهد ونائب رئيس مجلس الوزراء، وأشاد بالجهود التي بذلتها الصحيفة في المشاركة بنجاح الفعاليات والمناسبات التي تقام على أرض المنطقة.

## حوار البابا تواضروس
تُعد صحيفة عاجل الإلكترونية، هي أول صحيفة سعودية تُجري حوار مع تواضروس الثاني بابا الإسكندرية وبطريرك الكنيسة القبطية الأرثوذكسية. وتم إجراء الحوار عقب زيارة محمد بن سلمان آل سعود ولي العهد ونائب رئيس مجلس الوزراء إلى القاهرة. ونقلت عدة مواقع وصحف إخبارية هذا اللقاء نقلًا عن الصحيفة منها صحيفة اليوم السابع.

## رئيس التحرير
يرأس تحرير الصحيفة سلطان المالكي، مواصلًا بذلك مسيرته الصحفية التي بدأها قبل 10 أعوام.
وبدأ المالكي العمل الصحفي في أكتوبر 2007، مع انطلاقة صحيفة سبق الإلكترونية، ثم انتقل في عام 2013 إلى صحيفة عاجل، حيث عمل مديراً للتحرير، ثم نائباً لرئيس تحريرها.

## تطبيقات الجوال لأجهزة الهواتف الذكية
تمتلك «عاجل» تطبيقًا مميزًا لأجهزة الهواتف الذكية، لتغطية أنظمة هواتف: Android, iPhone, & Blackberry، وهي إحدى الخدمات التي تقدمها صحيفة عاجل لزوارها ومن خلال هذه الخدمة يتم تمييز المشتركين فيها بسرعة وصول الخبر لهم قبل نشره.